# Historia gender

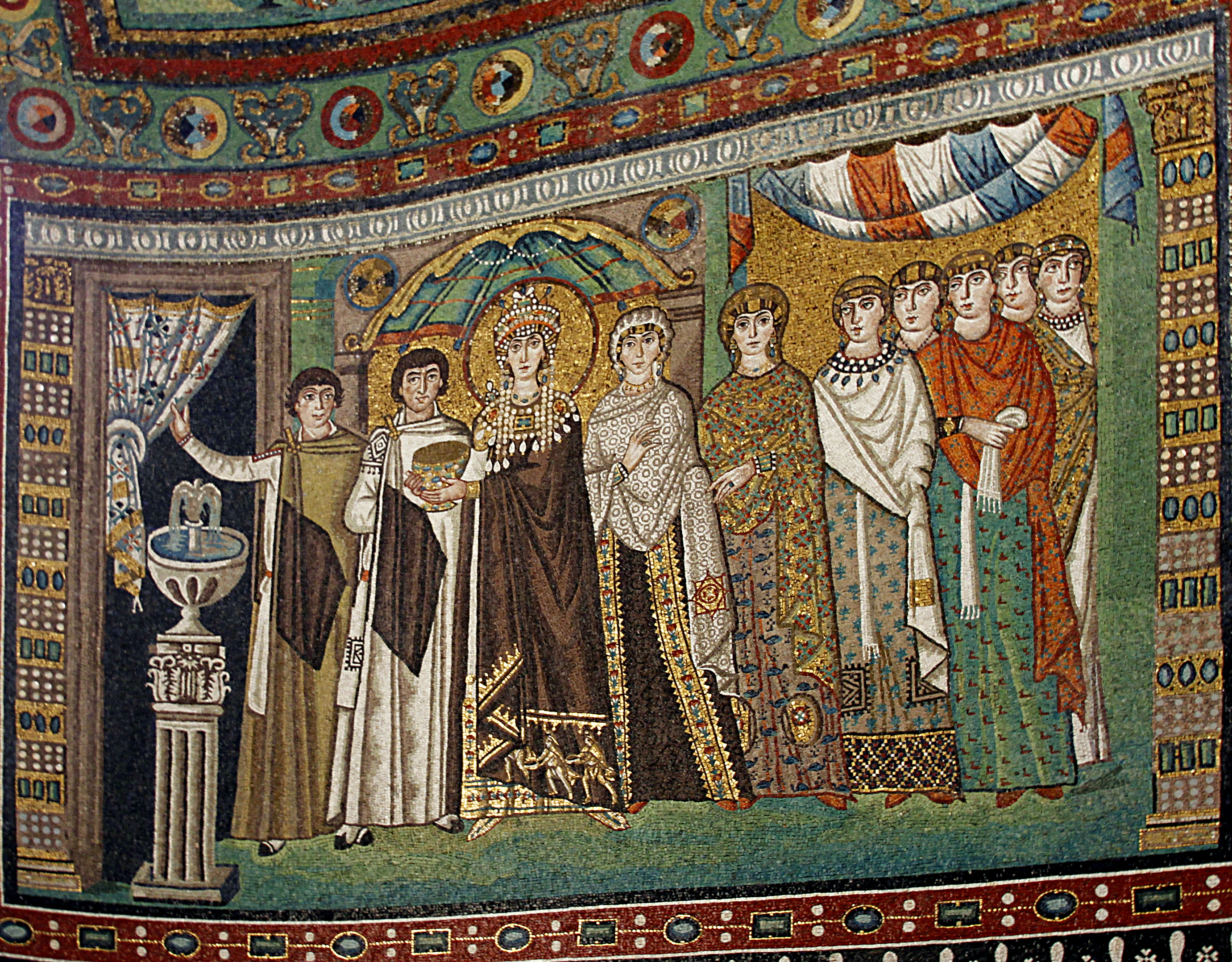
Cesarzowa Teodora w otoczeniu doradców – po jej lewej stronie siedem kobiet, po prawej dwóch mężczyzn. Mozaika z 548 roku, Basilica di San Vitale w Rawennie

Historia gender, historia (w perspektywie) płci, rzadziej historia rodzaju, a także studia nad kobietami lub herstory – nurt badawczy w naukach humanistycznych, niekiedy traktowany jako odrębna dyscyplina naukowa z pogranicza historiografii i gender studies, zajmujący się między innymi historią kobiet, pełnionymi przez nie rolami społecznymi czy relacjami między kobietami i mężczyznami w dziejach ludzkości.
Prace badawcze powstałe w tym nurcie zawierają naukową analizę źródeł historycznych pod kątem ukazania kobiet jako podmiotów procesów dziejowych oraz przeorientowania historiografii w ten sposób, aby uwzględniała ona udział kobiet w kształtowaniu rzeczywistości, a także kobiecą perspektywę w interpretacji dziejów człowieka.

## Nazwa

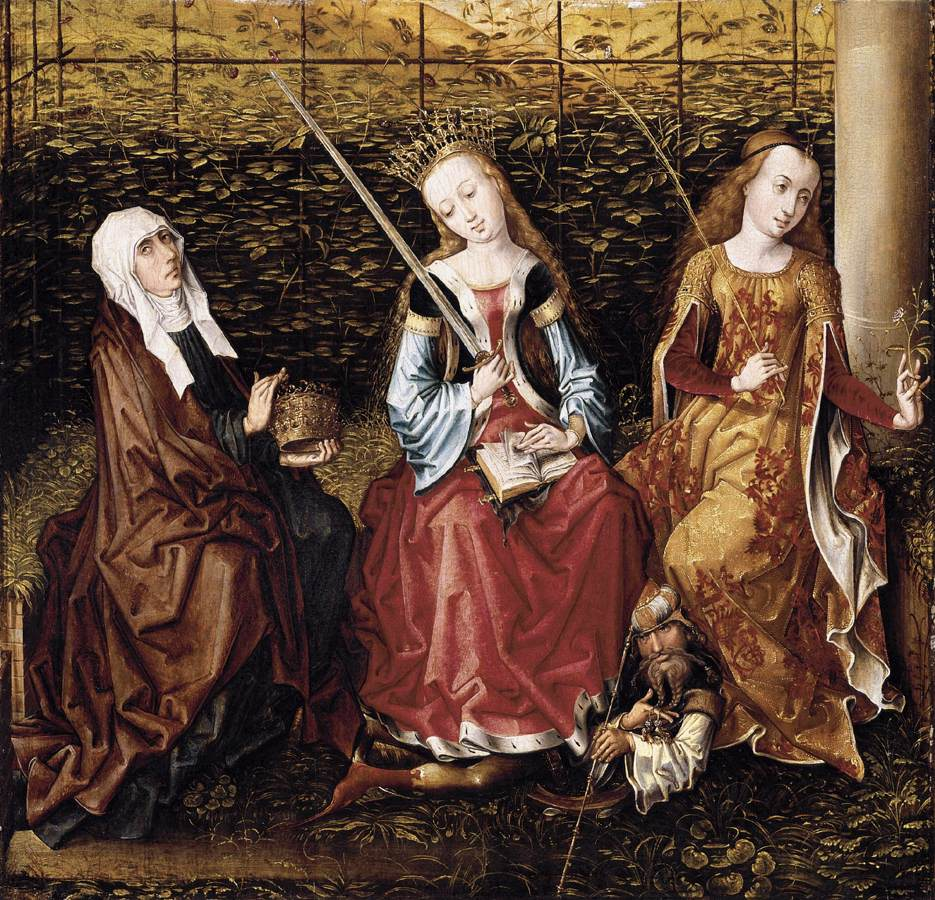
Katarzyna Aleksandryjska z koroną, Elżbieta z Turyngii z mieczem i Dorota z Cezarei z kwiatem. U ich stóp mężczyzna. Mistrz Widoku Kolegiaty św. Guduli, olej na desce z około 1480 roku

Termin gender oznaczał w języku angielskim pierwotnie rodzaj gramatyczny. W gender history rozumie się go jako rodzaj, który odnosi się do historycznie kształtowanych norm kulturowych dotyczących płci. Przedstawiciele tego nurtu badawczego są też często zwolennikami dekonstrukcji angielskiego terminu history, rozumianego jak his-story (jego opowieść). Zastępują go terminem her-story (jej opowieść). Wynika to z przyjmowanego przez nich założenia, że męska i kobieca interpretacje historii nie zawsze się pokrywają.
W polskich pracach naukowych, obok terminów angielskich, używa się także rodzime – studia nad kobietami lub niekiedy tradycyjnie historia kobiet.

## Historia
Za poprzedniczkę gender history uważa się historię kobiet, która rozwijała się w ramach europejskiej historiografii od XIX wieku. W polskiej nauce pierwszą należącą do tego nurtu pracą były Niewiasty polskie. Zarys historyczny Kazimierza Wóycickiego z 1845 roku. Badania w ramach historii kobiet były przeważnie powiązane z ówczesnymi ruchami emancypacyjnymi.
Nowy nurt badawczy wyłonił się z historii kobiet w okresie drugiej fali feminizmu, w latach 70. XX wieku. Oparty był na feministycznej krytyce dorobku i metod dotychczasowej historiografii. Krytyka ta nie dotyczyła tylko samej refleksji nad przeszłością, ale także fundamentów historiografii jako nauki. Przedstawiciele gender history interpretowali bowiem wcześniejszą historiografię jako jeden z elementów utrwalających męski punkt widzenia w interpretacji dziejów człowieka.
Za przełomową pracę dla początkowej fazy gender history uważa się zazwyczaj Did Women Have a Ranaissanse? Joan Kelly z 1977 roku, w której autorka wysunęła i udowadniała tezę, iż odrodzenie w europejskiej kulturze nie odnosiło się w żadnym przypadku do kobiet, a wręcz stanowiło dla nich regres w stosunki do średniowiecza. Natomiast za fundamentalne, genderowe opracowanie historii zachodniej cywilizacji uchodzi pięciotomowe Histoire des femmes en Occident, wydawane w Paryżu w latach 1990–1991 pod redakcja Georges Dubyego i Michelle Perrot.

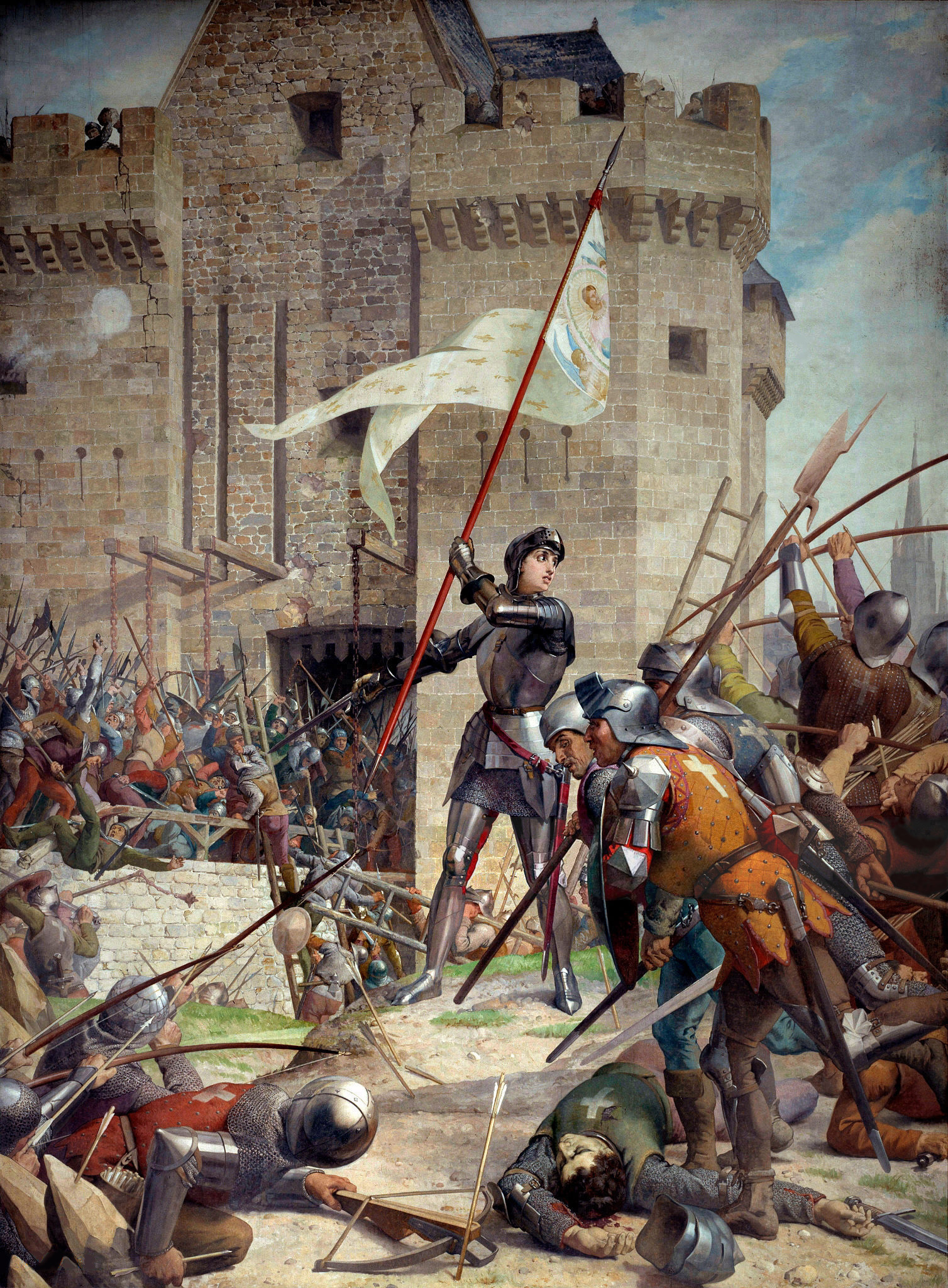
Joanna d’Arc w trakcie oblężenia Orleanu. Obraz olejny Jules Eugène Lenepveu z 1890 roku

Naukowcy, którzy posługują się w swoich badaniach gender history, nie zawsze są związani z ideowo z feminizmem. Nurt ten występuje także np. w nauce katolickiej. Już w 1974 roku historyczka benedyktyńska Jadwiga Stabińska, w swojej monografii o Wincentym Kadłubku, poddała postać średniowiecznego kronikarza analizie genderowej, a podsumowując badania stwierdziła: Jak każdy mężczyzna, Wincenty musiał mieć żeńskie bożyszcze i stworzył je sobie w postaci Wandy, umieszczonej na niebotycznych wyżynach uroku i cnoty. Ale poza tym na kobiety spogląda z pozycji „pana stworzenia”, istoty wyższej i szlachetniejszej, którą kazi samo zetknięcie z pośledniejszą połową rodzaju ludzkiego. (…) Prawda, czasem mistrz Wincenty, jak potem Tomasz z Akwinu, okazuje więcej względów, przyznając, że kobieta może przewyższać wielu mężczyzn i być roztropniejsza ponad swoją płeć, ale taka paternalistyczna łaskawość bardziej jeszcze irytuje niż inwektywy. Pod tym względem bardziej kurtuazyjny był Gall, który raz tylko wyraził się z odcieniem wyższości, że Rycheza, jak na kobietę, dobrze sprawowała rządy.

## Dziedziny badań naukowych
W gender history wyróżnia się trzy główne dziedziny badawcze, chociaż niekiedy, w poszczególnych pracach naukowych, ulegają one wymieszaniu. Są to analiza historyczna, analiza społeczna oraz analiza genderowa.

### Analiza historyczna
Tradycyjna analiza historyczna bada znaczenie postaci kobiecych w dziejach człowieka. Naukowcy reprezentujący tę dziedzinę badawczą opierają się przede wszystkim na metodologii właściwej dla badania źródeł, starając się odnaleźć i analizować te z nich, które przekazują informację o specyfice kobiet w historii. Analizy tego typu skupiają się na trzech obszarach badawczych.
Po pierwsze są to biografie, w których analizuje się znaczenie, jakie miały w dziejach ludzkości wybitne i wyjątkowe kobiety. Drugi obszar badawczy związany jest z szeroko rozumianą twórczością kobiecą – np. piśmiennictwem, twórczością artystyczną czy naukową. Natomiast trzeci obszar badań związany jest z życiem rodzinnym, seksualnością, płodnością i macierzyństwem.

### Analiza społeczna

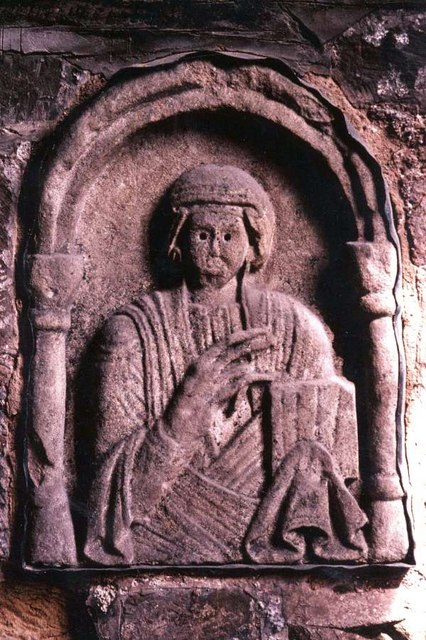
Tzw. Dziewica z Breedon – anglosaska rzeźba w kamieniu z około 800 roku, współcześnie przechowywana w kościele w Breedon on the Hill. Kobieta prawą ręką wykonuje gest męskiego błogosławieństwa, w lewej trzyma książkę. Rzeźba ta jest często analizowana w ramach gender history

W ramach gender history analiza społeczna traktuje kobiety jako odrębną grupę, analizując ich pozycję w społeczeństwie, a także ich zależność od norm kulturowych, religijnych czy obyczajowych itp. Badacze reprezentujący ten typ analizy opierają się przeważnie na metodologii wywodzącej się z marksizmu i traktują kobiety jako uciskaną grupę społeczną. Uczeni ci opisują mechanizmy podporządkowania kobiet męskiej dominacji w gospodarce, kulturze czy polityce, a także sposoby wykluczania kobiet np. z narracji historycznej i historiografii.
Badania nad funkcjonowania męskiej władzy nad kobietami doprowadziły także do powstania szeregu prac naukowych, w których analizowano strategie, jakich używały kobiety, aby zniwelować czy też wręcz zwalczać ich społeczne wykluczenie.

### Analiza genderowa
Analiza genderowa bada proces kształtowania się i negacji tradycyjnej roli kobiet w dziejach ludzkości. Opiera się ona na założeniu, że role płciowe w historii nie zawsze pokrywały się z płcią biologiczną. Naukowcy stosujący tego typu analizę badają zmienność i płynność norm oraz ról kobiet w praktyce społecznej. Powstałe na tym gruncie prace skupiają się na analizowaniu procesu budowania, funkcjonowania i rozpowszechniania norm związanych z kobietami w aktach prawnych, szkolnictwie, religiach, grupach zawodowych itp., a także zjawisko negowania tych norm w teorii i praktyce.